# Hulvershorn
Hulvershorn ist eine Hofschaft in Halver im Märkischen Kreis im Regierungsbezirk Arnsberg in Nordrhein-Westfalen (Deutschland).

## Lage und Beschreibung
Hulvershorn liegt auf 391 Meter über Normalnull südwestlich des Halveraner Hauptortes oberhalb der Ennepe. Der Ort ist über die Kreisstraße 37 erreichbar, die den Hauptort mit Anschlag verbindet. Nachbarorte sind das nahe Hagedorn, Kreuzweg, Niederbolsenbach, Hefendehl, Im Sumpf und Lausberge. Nordwestlich steigt das Gelände zu einer 408 Meter hohen Erhebung an.

## Geschichte
Hulvershorn wurde erstmals 1480 urkundlich erwähnt, die Entstehungszeit der Siedlung wird aber für den Zeitraum zwischen 1200 und 1300 am Ende der mittelalterlichen Rodungsperiode vermutet. Hulvershorn ist vermutlich ein Abspliss von Gesenberg.
Um 1500 ist durch Urkunden belegt, dass der Hof Hulvershorn dem bergischen Amt Beyenburg abgabenpflichtig war. Die Gerichtsbarkeit des Hofs unterstand einem extra für die bergischen Höfe im ansonsten märkisch beherrschten Kirchspiel Halver bestellten bergischem Richter, was häufig zu Streit mit dem für das Kirchspiel eigentlich zuständigen märkischen Gografen führte.
1818 lebten 31 Einwohner im Ort. Laut der Ortschafts- und Entfernungs-Tabelle des Regierungs-Bezirks Arnsberg wurde Hulvershorn als Hof kategorisiert und besaß 1838 eine Einwohnerzahl von 33, davon einer katholischen und 32 evangelischen Glaubens. Der Ort gehörte zur Lausberger Bauerschaft innerhalb der Bürgermeisterei Halver und besaß fünf Wohnhäuser, eine Fabrik bzw. Mühle und drei landwirtschaftliche Gebäude.
Das Gemeindelexikon für die Provinz Westfalen von 1887 gibt eine Zahl von 55 Einwohnern an, die in sechs Wohnhäusern lebten.